# Sekularna resonanca
 Sekularna resonanca je vrsta orbitalne resonance.
Sekularna  (sekularen pomeni dolgotrajen, stoleten, trajajoč stoletja) resonanca nastane takrat, ko sta precesiji  dveh tirnic sinhronizirani (to velja za precesijo periapsidne točke ali dvižnega vozla ali obeh). Če je majhno nebesno telo v sekularni resonanci z veliko večjim telesom (planetom), potem bo precesija manjšega telesa enaka precesiji večjega. V zelo dolgem času (milijoni let) se bo zaradi sekularne resonance spremenila izsrednost in naklon tira manjšega telesa. 
Pojav sekularne resonance so največ proučevali na asteroidih iz asteroidnega pasu.
Ločimo dva tipa sekularne resonance:
- linearno sekularno resonanco med nebesnim telesom in drugim večjim telesom (npr. planetom)
- nelinearno sekularno resonanco v katero je vključenih več teles

Sekularna resonanca z oznako ν6 (tudi nu6 ali n6) je zelo pomembna sekularna resonanca med asteroidi in  Saturnom. To je resonanca v kateri je frekvenca precesije asteroidove longitude perihelija enaka šestkratni frekvenci precesije Saturnove longitude perihelija. Njen vpliv  se pozna vzdolž notranjega roba glavnega asteroidnega pasu. Je tudi osnovni vir asteroidov, ki prečkajo tirnico Zemlje in postanejo blizuzemeljski asteroid.
. 
Asteroidi, ki so v sekularni resonanci ν6 s Saturnom, se jim tirnica v izredno dolgem obdobju tako spremeni, da lahko prečkajo tirnico Marsa. Lahko se približajo tudi Zemlji, povprečni čas, ki je potreben za to, je 0,5 106 let . Lahko prečkajo tudi tirnico Venere ali padejo na Sonce (80 %) ali po hiperbolični tirnici odletijo iz Osončja (12 %)
. 
Ta resonance oblikuje notranjo in stranske meje glavnega asteroidnega pasu na oddaljenosti okoli 2 a. e. in pri naklonu tirnice okoli 20°.